# Gurdeep Beesla
Gurdeep Beesla (ur. 23 maja 1990) – kanadyjski zapaśnik walczący w stylu wolnym. Zajął dwunaste miejsce na mistrzostwach panamerykańskich w 2012. Brązowy medalista mistrzostw Wspólnoty Narodów w 2011 roku.